# مشتی الحلو

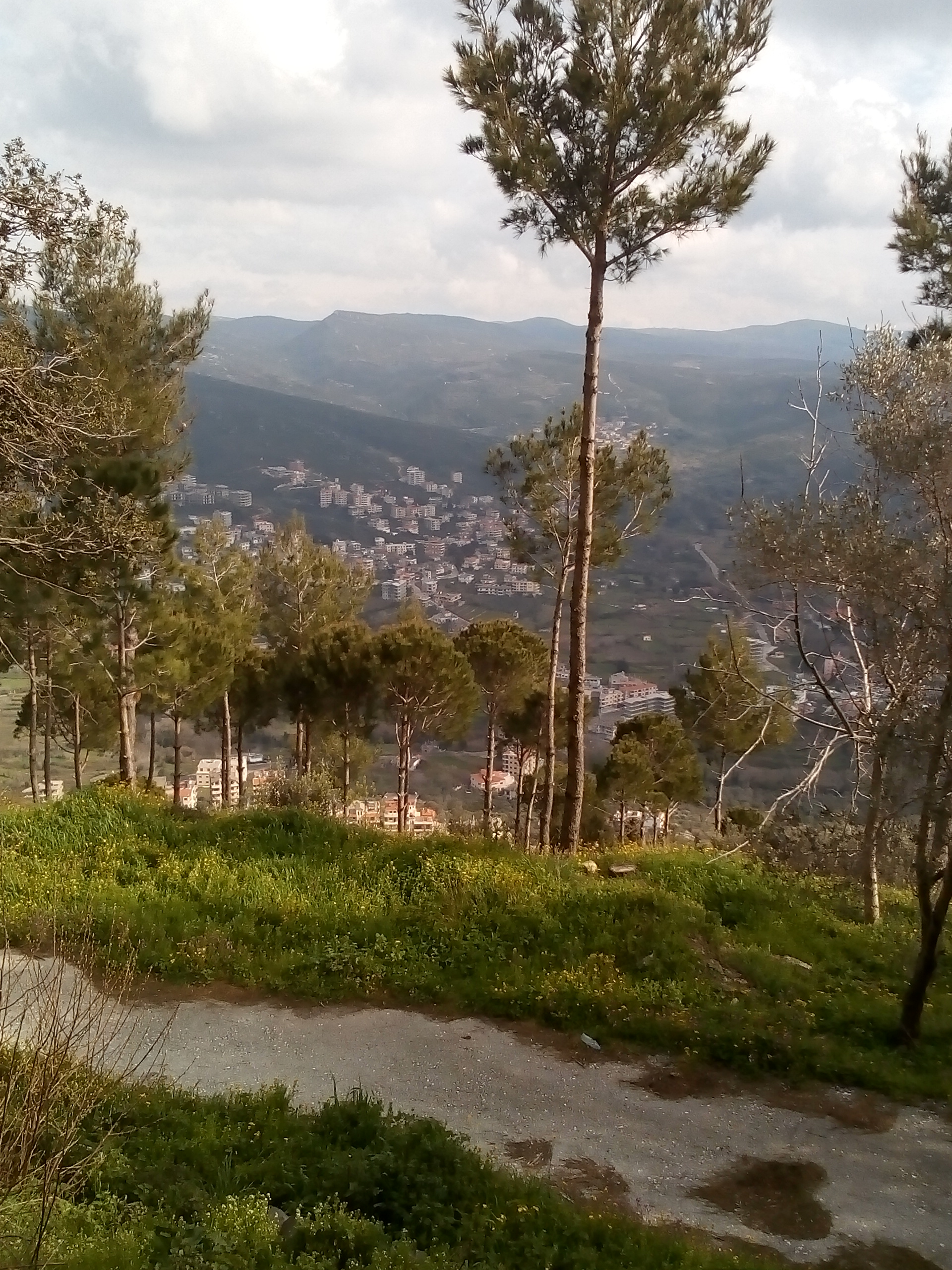
طبيعت مشتى الحلو

مشتی الحلو (به عربی: مشتی الحلو) یک منطقهٔ مسکونی در سوریه است که در شهرستان صافیتا واقع شده‌است.

## خصوصیات
مشتی الحلو ۲٬۴۵۸ نفر جمعیت دارد و ۴۶۵ متر بالاتر از سطح دریا واقع شده‌است.